# Si Tú No Vuelves
"Si Tú No Vuelves" là một ca khúc của ca sĩ người Panama Miguel Bosé với ca sĩ người Colombia Shakira.